# Histoire de l'Italie fasciste

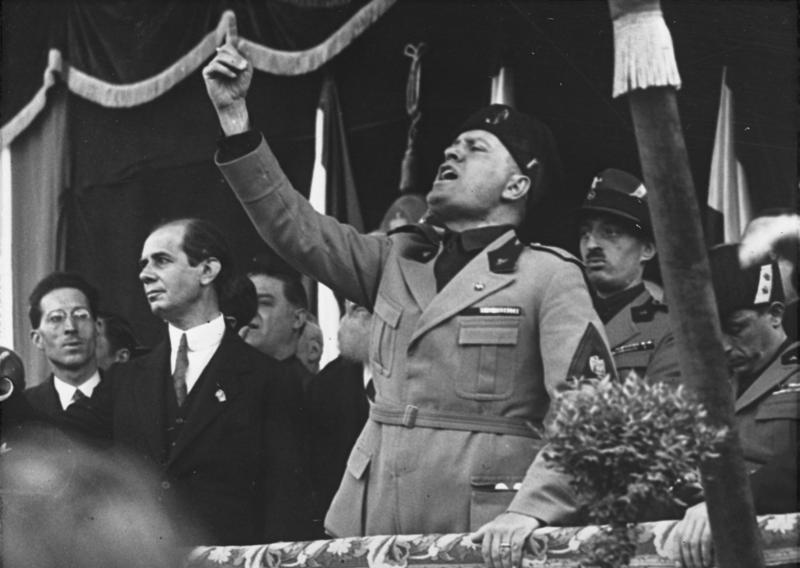
Benito Mussolini prononçant un discours à Milan en 1930, Bundesarchiv.

L’histoire de l'Italie fasciste, couramment désignée en Italie sous le terme de double décennie fasciste (ventennio fascista) ou simplement double décennie (ventennio), comprend la période de l'histoire du royaume d'Italie qui va de la prise du pouvoir par Benito Mussolini le 31 octobre 1922 jusqu'à la fin de sa dictature le 25 juillet 1943.
Par extension, on associe à cette définition toute la période de l'histoire de l'Italie qui va de la fin de la Première Guerre mondiale jusqu'à la fin de la Seconde Guerre mondiale (1918-1945) ou la période allant de 1925, lorsque le Parti national fasciste est déclaré parti unique, à 1945, avec la dissolution de la République sociale italienne (RSI).

## Chronologie (1918-1922)

### Première Guerre mondiale

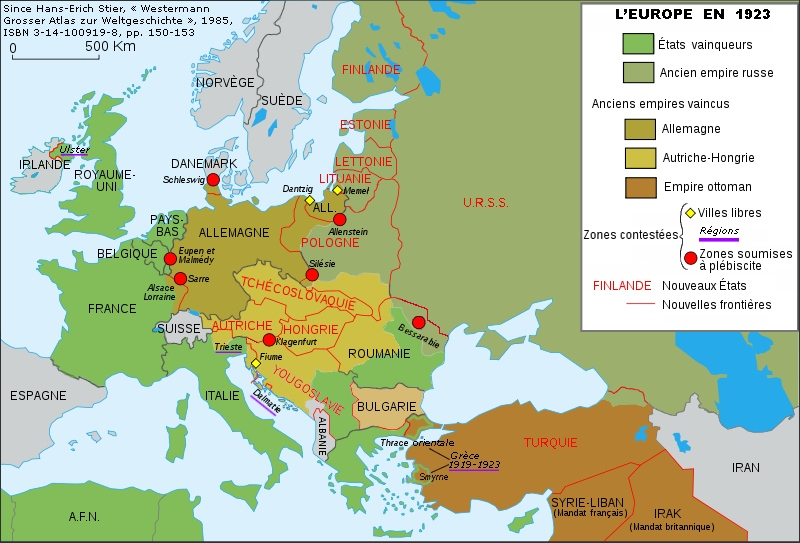
L'Europe en 1923 : on remarque les tensions entre la Yougoslavie et l'Italie à propos de l'Istrie et de la Dalmatie.

Au lendemain de la Première Guerre mondiale la situation interne est précaire : le traité de Versailles n'a pas donné les bénéfices escomptés à l'État italien (l'Italie obtient le Sud-Tyrol ainsi qu'une partie de l'Istrie sans Fiume et l'Albanie promise est confirmée dans son indépendance). Les caisses de l'État sont presque vides, la lire a perdu une grande partie de sa valeur pendant le conflit et le coût de la vie a augmenté de 450 %. Les matières premières manquent et l'industrie ne réussit pas à transformer la production de guerre en production de paix pour absorber l'abondante main-d'œuvre qui a augmenté en raison du retour des soldats du front.
Dans une telle situation, aucune classe sociale n'est satisfaite et une profonde peur d'une possible révolution communiste s'insinue dans la classe bourgeoise. L'extrême fragilité socio-économique conduit à de fréquents désordres réprimés par des méthodes sanguinaires.

### Crise de Fiume (1919)

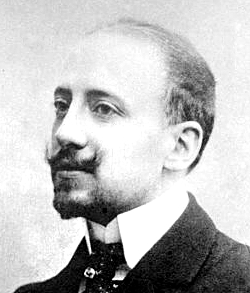
Gabriele D'Annunzio

Lors des négociations du traité de Versailles, les irrédentistes nationalistes font de l'agitation pour mettre la pression sur le gouvernement. En décembre 1918, Leonida Bissolati, qui revendique une application stricte du principe des nationalités énoncé dans les Quatorze points de Wilson, ce qui conduirait Rome à renoncer à la Dalmatie, au protectorat sur l'Albanie et à l'annexion du Dodécanèse et du Haut-Adige, démissionne. Le ministre Francesco Saverio Nitti démissionne à son tour, laissant le président du Conseil, Vittorio Emanuele Orlando, seul face au ministre des Affaires étrangères Sidney Sonnino et aux nationalistes. Les nationalistes sont dispersés : d'un côté les disciples d'Enrico Corradini, regroupés autour de l'Association nationaliste italienne et de l’Idea nazionale ; de l'autre ceux de Giovanni Papini et de Giuseppe Prezzolini ; enfin les futuristes (Mario Carli, Filippo Tommaso Marinetti, Giuseppe Bottai, etc.). En janvier 1919, Mario Carli fonde la première association d’arditi d'Italie, composée d'anciens des troupes de choc de l'armée italienne.
En septembre 1919, Gabriele D'Annunzio incite les régiments de l'armée italienne à se mutiner et à le suivre à Fiume (aujourd'hui Rijeka, en Croatie). Occupé par les Italiens, les Français, les Britanniques et les Américains depuis novembre 1918, Fiume est à l'époque majoritairement italien, mais ses faubourgs et son arrière-pays sont slovènes. Le président des États-Unis, Woodrow Wilson, rejette les demandes d'annexion du gouvernement italien, représenté par le président du Conseil, Vittorio Emanuele Orlando, et propose de lui accorder un statut de « ville libre ».
Manu militari, d'Annunzio force la main à Orlando en installant un gouvernement révolutionnaire avec l'objectif d'affirmer l'italianité de la commune de Carnaro. Cette action est un exemple pour le mouvement fasciste qui sympathise immédiatement avec le poète et copiera notamment l'uniforme des arditi, futures chemises noires. Cependant, cette intervention échoue, car la pression internationale entraîne l'intervention de l'armée régulière italienne (Noël sanglant de 1920 : 54 morts, dont 22 rebelles).

### Naissance du fascisme (1919-1920)

Le faisceau, symbole du fascisme.

Parmi les couches sociales les plus mécontentes et les plus sujettes à la propagande nationaliste qui, après le traité de paix, enflamme et alimente le sentiment de la « victoire mutilée », émergent les organisations d'anciens combattants et en particulier celles qui recueillent les ex-arditi (les troupes d'assaut), auprès desquels, en plus du mécontentement généralisé s'ajoute le ressentiment causé de ne pas avoir obtenu une reconnaissance à la hauteur des sacrifices, du courage montré au cours des dures années de combats sur le front. La première association arditi est créée, à Rome, en janvier 1919 par le futuriste Mario Carli, suivi d'une seconde, à Milan, à l'appel de Marinetti et du capitaine Ferruccio Vecchi.
Mussolini et son journal, Il Popolo d'Italia, appellent alors à une réunion le 19 mars 1919, qui regroupe une soixantaine de personnes à Milan. Venant de milieux variés (futuristes, nationalistes, révolutionnaires), la réunion accouche de la création du Faisceau milanais de combat, dont le bureau inclut Mussolini, Vecchi, et Michele Bianchi, un ex-dirigeant anarcho-syndicaliste, « interventionniste de gauche », de l’Unione Italiana del Lavoro (UIL)>.
Deux jours plus tard, le mouvement prend une ampleur nationale. Mussolini convoque une réunion à Milan le 23 mars 1919, dans une salle de la piazza San Sepolcro (it) prêtée par le Cercle des intérêts industriels et commerciaux. Les 119 personnes présentes (dont Mario Carli, Marinetti, Bottai, et le futur quadrumvirat de la marche sur Rome, Italo Balbo, Cesare Maria De Vecchi, Emilio De Bono et Michele Bianchi) s'accordent, tant bien que mal, sur un programme qui mêle revendications nationalistes et sociales. Les Faisceaux italiens de combat sont créés à l'issue de cette réunion et adoptent les symboles qui jusqu'alors permettent de distinguer les arditi, la chemise noire et la tête de mort.
Le nouveau mouvement exprime la volonté de « transformer, s'il le faut même par des méthodes révolutionnaires, la vie italienne » s'auto-définissant « parti de l'ordre » réussissant ainsi à gagner la confiance des milieux les plus riches et conservateurs qui sont opposés à toutes manifestations et aux revendications syndicales des socialistes.
Néanmoins, le premier fascisme réussit à allier un aspect contre-révolutionnaire, et une mystique révolutionnaire de gauche, anti-marxiste, liée à l'origine politique de Mussolini et de ses premiers partisans.

### Années dusquadrismo
Dans le mouvement, en plus des arditi, affluent les futuristes, les nationalistes, les anciens combattants, ainsi que des repris de justice. Vingt jours après la création des faisceaux, les nouveaux squadre d'azione affrontent les socialistes et assaillent le siège du journal socialiste Avanti!, le dévastant : l'enseigne du journal est arrachée et rapportée à Mussolini comme trophée. C'est le début d'une guerre civile.
En quelques mois, les squadristi fascistes se répandent dans toute l'Italie et donnent au mouvement une force paramilitaire. Pendant deux ans, l'Italie est parcourue du nord au sud par les violences des mouvements politiques révolutionnaires opposant les fascistes au mouvement ouvrier et socialiste, sous le regard d'un État incapable de réagir, mais soutenant de plus en plus les squadristes. « Partout, enfin, les fascistes vont trouver l'appui des autorités locales, de l'armée, de la police, de la gendarmerie ».
Au début de l'automne 1920, alors que les grèves et les occupations d'usine diminuent fortement, Mussolini reçoit le soutien financier des classes possédantes (en particulier des grands propriétaires fonciers, ainsi que des banques et de la Confindustria). L'alliance est aussi politique, les fascistes figurant en octobre 1920 sur les listes électorales du « bloc constitutionnel » formé par les partis de gouvernement.
De plus, l'état-major adresse aux commandants d'unité une circulaire exigeant des renseignements sur les fasci, « circulaire en général interprétée comme invite faite aux officiers d'adhérer au mouvement fasciste ». La « circulaire Bonomi », du nom du ministre de la Guerre de Giolitti de juin 1920 à mars 1921, offre les 4/5 de leur solde aux 50 000 officiers démobilisés qui intégreraient les faisceaux.
L'action fasciste se développe rapidement et dans la violence : la composante militaire, largement prévalente dans les squadres, leur confère une nette supériorité lors des affrontements avec les socialistes. En octobre 1920, le siège du journal socialiste de Trieste, Il Lavoratore, dirigé par Ignazio Silone, est incendié. Un « fascisme agraire » se développe au nord, dans la vallée du Pô, d'Émilie, de Toscane, où le mouvement prend racine. Les agrariens soutiennent, y compris en les payant, les « expéditions punitives » des squadristes et des arditi afin de briser les luttes sociales portées par les braccianti, les travailleurs sans terre qui ont réussi à obtenir quelques succès.
C'est dans ces régions que les squadristes, emmenés par les ras, sont les plus déterminés pour harceler les syndicalistes et les socialistes, les intimidant par la pratique du manganello (le gourdin, symbole de la violence fasciste) et de l'huile de ricin, ou commettant des assassinats qui restent le plus souvent impunis. « La terreur blanche s'abat ainsi sur le monde rural où toute l'organisation socialiste est démantelée dès l'été 1921 ».
À la fin 1920, le mouvement squadriste, porté par les chefs locaux (les ras) davantage que par Mussolini lui-même, gagne les villes moyennes. La campagne systématique de destruction des bureaux, des bourses du travail, et l'intimidation des membres du PSI conduisent le socialisme maximaliste à une crise pendant que parallèlement croît la force numérique et morale des faisceaux de combat. Le 21 novembre 1920, à l'occasion de la prise de fonction de la municipalité d'extrême-gauche de Bologne, les affrontements, provoqués par l'intervention des squadristes dirigés par Leandro Arpinati et Arconovaldo Bonaccorsi, font onze morts et 60 blessés lors du massacre du palais d'Accursio. Une offensive semblable se produit, en décembre 1920, à Ravenne, où les squadres sont dirigés par Italo Balbo.
Le gouvernement Giolitti, officiellement « neutre », soutient en fait les fascistes, espérant les utiliser dans la lutte contre les socialistes. De fait, outre l'assistance plus ou moins passive de l'appareil répressif de l'État, le gouvernement, invoquant l'« ordre public », dissout des centaines de municipalités socialistes, dont Bologne, Modène, Ferrare, etc.. À la veille des élections de 1921, il ordonne au pouvoir judiciaire de cesser les poursuites contre les fascistes.
Ainsi, en janvier 1921, le PSI se désagrège, donnant naissance notamment au Parti communiste d'Italie (PCI). Sauf à Milan, à Turin et à Gênes, « la terreur a eu raison des organisations ouvrières. Des milliers de Maisons du peuple et de sièges syndicaux ont flambé, il y a des centaines de morts, des dizaines de milliers de blessés. La « contre-révolution posthume et préventive » (Angelo Tasca) est un succès ».
Au cours de cette période, le PNF atteint 300 000 membres[réf. nécessaire] (à son maximum, le PSI a à peine dépassé les 200 000 membres[réf. nécessaire]) et il obtient aussi l'appui des latifondisti émiliens et toscans.

### Des élections de mai 1921 à la marche sur Rome
Dans ce climat de violence, lors des élections du 15 mai 1921, les fascistes, qui ont rejoint la coalition gouvernementale, obtiennent 35 sièges (dont Mussolini élu à Milan et Bologne) sur les 275 élus de la coalition. Mussolini prend place à l'extrême droite de l'hémicycle, marquant la distance avec le programme des Faisceaux, et présente le programme du fascisme parlementaire le 21 juin 1921. Celui-ci revendique une politique étrangère conservatrice, qui revendique la Dalmatie, pourtant accordée par l'Italie à la Yougoslavie lors du traité de Rapallo de 1920 ; il condamne le communisme tout en promettant d'appuyer la CGL ; se concilie le Parti populaire italien en condamnant le divorce, et en se prononçant en faveur de l'enseignement privé et de la propriété rurale, tandis qu'il affirme le caractère non-anticlérical du fascisme.
Ayant choisi la voie parlementaire et l'alliance avec les partis au pouvoir, Mussolini se heurte à l'opposition des ras, les chefs locaux des squadristes qui règnent à leur guise et refusent de se soumettre au Comité central (Roberto Farinacci à Crémone, Dino Grandi à Bologne, Italo Balbo à Ravenne, et Giuseppe Bottai à Rome). De plus, le 27 juin 1921 se créent les Arditi del popolo à Rome. Cette organisation para-militaire, bien mieux organisée que les milices prolétariennes qu'elle remplace, rencontre des succès, massacrant dès le 21 juillet quatorze squadristes en fuite lors des événements de Sarzana (it). Craignant, à la longue, d'effrayer la classe politique et les milieux d'affaire, Mussolini veut calmer le jeu et utiliser la voie parlementaire. Il donne ainsi mandat aux députés fascistes Giacomo Acerbo et Giovanni Giuriati pour négocier un « pacte de pacification » avec les socialistes Tito Zaniboni et Ellero, signé le 3 août 1921 avec la participation de responsables de la CGL.
À la suite de ce pacte, le PSI rompt avec les Arditi del Popolo, tandis que le PCI refuse de signer l'alliance. De leurs côtés, les ras refusent la politisation du mouvement fasciste, et Grandi organise à Bologne, le 17 août, une réunion des faisceaux d'Émilie et de Romagne, où il évoque l'aventure de Fiume et le syndicalisme national de la Constitution du Quarnero. L'ensemble du fascisme agraire soutient Grandi, tandis que Mussolini décide de démissionner de la Commission exécutive du mouvement. Les squadristes désobéissent au pacte, en particulier lors des affrontements de Ravenne, en septembre 1921. Alors qu'on célèbre le 600e anniversaire de la mort de Dante, 3 000 fascistes frappent tous ceux qui ne se découvrent pas devant les symboles fascistes, y compris prêtres et étrangers. Les squadristes assassinent aussi, le 26 septembre, le député socialiste Giuseppe Di Vagno (it). Peu de temps après, le marquis Compagni, chef des squadristes de Florence, télégraphie au président du Conseil Ivanoe Bonomi pour lui annoncer que lui et ses hommes n'obéiront pas au « pacte de pacification ».
Le 12 novembre 1921, le Parti national fasciste (PNF) est fondé : le mouvement devient un parti et il accepte certains accords constitutionnels avec les forces modérées.
Après les affrontements de Ravenne, les syndicats proclament une grève générale pour le 1er août 1922. Les fascistes, sur ordre de Mussolini, brisent la grève de manière très violente. Le mouvement fasciste gagne encore en popularité dans l'opinion publique car il est perçu comme le seul qui peut « remettre de l'ordre » dans le pays.
Hormis à Parme, les mouvements anti-fascistes (anarchistes, communistes et socialistes) n'ont pu sortir vainqueurs des affrontements avec les chemises noires. Les fascistes n'ont eu que peu de pertes et le parti en sort très renforcé. La montée en puissance de Mussolini étant due principalement aux violences, les chefs des arditi obtiennent les postes les plus importants du parti (ex : Italo Balbo, Roberto Farinacci).
En août 1922, les habitants de Parme érigent des barricades dans le quartier populaire de l'Oltretorrente (it). À la différence des autres tentatives de résistance anti-fasciste, celle-ci est unifiée, disciplinée et bien organisée par les Arditi del popolo, commandés par Guido Picelli et Antonio Cieri. Ils résistent aux squadristes fascistes d'Italo Balbo (35 fascistes morts contre 5 opposants). Après cette défaite, Mussolini craint que de tels événements ne se reproduisent et mûrit son projet de marche sur Rome.

## Chronologie (1922-1943)

### Marche sur Rome et premières années au pouvoir (1922-1925)
Après le congrès de Naples, au cours duquel 40 000 chemises noires appellent à marcher sur Rome, Mussolini estime le moment propice pour une action et un contingent de 50 000 squadristi sont rassemblés dans toute l'Italie pour marcher sur Rome, la capitale, le 26 octobre 1922. Mussolini est resté à Milan, prêt à fuir en Suisse en cas d'échec de la marche. Il donne le pouvoir à ses quadrumvirs (Emilio De Bono, Italo Balbo, Michele Bianchi et Cesare Maria De Vecchi). Le haut commandement italien a préparé l'armée à affronter le coup d'État fasciste, le gouvernement a rédigé le décret d'état d'urgence qui permettrait d'écraser la marche sur Rome. En effet, les fascistes ne font pas le poids face à une armée italienne disciplinée et très bien armée. En fait le gouvernement est indécis et le roi Victor-Emmanuel III, craignant la guerre civile, refuse de signer le décret d'état d'urgence. Les chemises noires marchent sur la capitale le 28 octobre, menant des actions violentes contre les communistes et des socialistes.
Le 30 octobre 1922, après la marche sur Rome, le roi charge Benito Mussolini de former le nouveau gouvernement. Le chef du fascisme quitte Milan pour devenir Premier ministre à Rome.

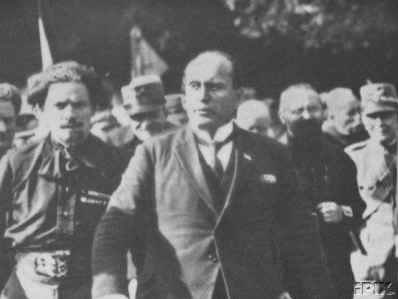
Benito Mussolini en 1923.

Le nouveau gouvernement comprend des éléments des partis modérés du centre, de droite, des militaires et trois fascistes. La droite italienne pense que Mussolini est utile pour réprimer les agitations ouvrières et repousser le spectre du bolchévisme.
Mussolini passe en 1923 la loi Acerbo qui réforme le système électoral, donnant 2/3 des sièges au parti ayant obtenu le plus de voix (à condition d'avoir obtenu au moins 25 % des votes). Cette loi permet le succès du Parti national fasciste aux élections d'avril 1924.
Après l'affaire Matteotti en 1924, Mussolini instaure un régime dictatorial. Secrétaire général du Parti socialiste unitaire, Giacomo Matteotti avait dénoncé les élections truquées d'avril 1924. En juin, un groupe de squadristi l'assassine, provoquant la sécession aventiniana, nombre de députés de l'opposition refusant de siéger au Parlement. Le 3 janvier 1925, Mussolini déclare assumer « personnellement la responsabilité politique, morale et historique » des actes des squadristi, allant jusqu'à dire : « Si le fascisme a été une association de criminels, je suis le chef de cette association de criminels ! ».
Pour couper court à toute agitation, Mussolini instaure un régime d'exception : les lois fascistissimes (1926) ; les autres partis politiques sont interdits, leurs députés sont déchus, la presse est censurée, une police secrète, l'OVRA (Organisation de vigilance et répression de l'antifascisme), est instaurée, ainsi qu'un fichier de suspects politiques et un Tribunal spécial pour la sécurité de l’État. La loi du 4 février 1926 suspend les organes démocratiques des communes et toutes les fonctions occupées par le maire, les commissions et le conseil municipal sont transférées à un podestat nommé par décret royal pour cinq ans et révocable à n'importe quel moment.
La résistance au régime mussolinien à travers l’action clandestine est essentiellement le fait de militants du Parti communiste. Ces derniers étant mieux préparés à l’activité clandestine que les militants des autres partis par la structure de leur organisation et du fait d’avoir été victimes de la répression systématique des autorités. Tout au long de la dictature, le PCI a été capable de maintenir sur pied et à alimenter un réseau clandestin, à diffuser des brochures et des journaux de propagande, à infiltrer les syndicats et les organisations de jeunesse fascistes. Plus des trois quarts des condamnés politiques entre 1926 et 1943 sont des communistes.
Une organisation d'embrigadement de la jeunesse, les Opera Nazionale Balilla, est mise en place en 1926, tandis que l'Œuvre nationale du temps libre (Opera Nazionale Dopolavoro) maintient l'embrigadement des Italiens hors du temps de travail. L'année d'après, le régime fonde le Gruppo Universitario Fascista, auquel tous les étudiants des académies militaires doivent s'inscrire.

#### Politique économique
Le programme économique du fascisme à son origine est social. Si la volonté de Mussolini de transformer le fascisme en parti politique et d'accéder au pouvoir le conduit à rassurer les milieux patronaux, il parvient néanmoins dans les années 1920 à mettre en place une politique sociale : la journée de travail de huit heures et la semaine de quarante heures sont adoptées en 1923, le travail de nuit est interdit aux femmes et aux mineurs. En 1927, l'État fasciste contraint les entreprises à des mesures d'hygiène beaucoup plus strictes. Après avoir renommé l'INAIL en INFAIL en 1933, l'Institut national fasciste pour les accidents du travail, chargé de la prévoyance et de l'assistance sociale, le régime met en place un vaste programme de santé publique en continuant sur la ligne de la période libérale. Enfin, la multiplication des colonies de vacances et des centres sportifs sont des éléments clés d'un ambitieux programme de loisirs. Ceci est notamment le cas pour la jeunesse qui, dans une optique totalitaire et de fascisation des nouvelles générations voit la formation de nouvelles organisations les suivant de 4 à 18 ans,.
Cependant, par la suite Mussolini remet en place les 48 heures pour augmenter la production. En 1927 également, la promulgation d’une charte du travail entraîne une réduction des salaires de 20 % pour 2 millions de travailleurs.
Pour le reste, le fascisme poursuit, sous la direction du ministre de l'Économie Alberto De Stefani (it) (1922-1925), une politique d'inspiration libérale. Le 20 septembre 1922, Mussolini déclare : « Il faut en finir avec l'État ferroviaire, avec l'État postier, avec l'État assureur. ». Le 18 mars 1923, il ajoute : « Je pense que l'État doit renoncer à ses fonctions économiques et surtout à celles qui s'exercent par des monopoles, parce qu'en cette matière l'État est incompétent ». L'État fasciste transfère ainsi au privé plusieurs monopoles : celui sur les allumettes est cédé à un Consortium des fabricants d'allumettes ; en 1925, l'État se désengage du secteur des téléphones, et renonce aussi à l'exécution de certains travaux publics.
Une loi de 1912 avait créé un Institut d'État pour les assurances, institut qui devait obtenir le monopole au bout de dix ans. Mais Mussolini transfère l'assurance-vie aux assureurs privés par la loi du 19 avril 1923. Les municipalités socialistes s'étaient engagées dans l'économie ; Mussolini ordonne qu'on « ralentisse le rythme de la municipalisation ». À Pola, Turin, etc., des régies prospères sont ainsi transférées au privé.
Alberto de Stefani accorde aussi un grand nombre d'exonérations fiscales. Le gouvernement supprime le 10 novembre 1922 les titres nominatifs, c'est-à-dire l'obligation d'enregistrer les valeurs, qui rendait plus difficile l'évasion fiscale vis-à-vis de l'impôt sur le revenu. La commission d'enquête sur les « bénéfices de guerre » (c'est-à-dire sur les « profiteurs » de la guerre) est dissoute par un décret du 19 novembre 1922. La loi du 20 août 1923 abolit l'impôt sur l'héritage à l'intérieur du cercle familial.
Qualifié de stupidissimo par Stefani, l'impôt sur le capital, créé en 1920, est vidé de sa substance, au moyen de rachats partiels et d'arrangements à l'amiable avec le fisc. La loi de février 1925 supprime l'impôt complémentaire sur les valeurs mobilières. Le décret-loi du 23 juin 1927 institue des dégrèvements fiscaux afin de favoriser les fusions de sociétés anonymes. L'impôt de 10 % sur le capital investi dans la banque et l'industrie est aboli ; l'impôt sur les administrateurs et directeurs de sociétés anonymes est réduit de moitié ; le capital étranger est exonéré de tout impôt ; enfin, l'impôt sur les articles de luxe est aboli. Le prêtre Luigi Sturzo, membre du Parti populaire italien et en exil à Londres, écrit alors : « La finance fasciste favorise la richesse capitaliste ».
Cette politique de réduction des dépenses de l'État et l'amélioration de la fiscalité rétablissent un climat de confiance et permettent la reprise des investissements de la part des sociétés italiennes mais aussi des agents économiques étrangers qui investissent 300 millions de dollars entre 1927 et 1929.
Par ailleurs, l'État fasciste interdit ou restreint fortement l'ouverture de nouvelles industries. Cette limitation de la concurrence permet aux entreprises en position dominante de relever artificiellement leurs prix. Ainsi, le décret du 11 mars 1926 permet au ministre des Finances d'interdire aux tribunaux la transcription des actes de société en voie de formation, dont le capital excèderait cinq millions de lires, ou des actes tendant à l'augmentation du capital dès que cette augmentation porterait celui-ci à une somme supérieure à cinq millions. Le décret-loi du 3 novembre 1927 soumet l'ouverture dans les villes d'établissements industriels à une autorisation préalable du gouvernement. Ce régime d'autorisation préalable est étendu aux entreprises travaillant pour la défense nationale, par le décret-loi du 18 novembre 1929. Ce régime est une nouvelle fois étendu aux nouveaux chantiers de constructions navales, aux entreprises de transport, etc., par le décret-loi du 18 juillet 1930. Ces diverses obligations sont généralisées par le décret-loi du 12 juin 1932 sur les consortiums obligatoires, et par la loi du 12 janvier 1933. Plusieurs décrets-lois régissent la constitution de consortiums obligatoires (décret-loi du 31 décembre 1931, du 12 juin 1932, du 16 juin 1932)…
En outre, l'État renfloue parfois les trusts ou entreprises déficitaires (ainsi, le premier geste de Mussolini est d'accorder quatre cents millions de lires de subventions au trust métallurgique Ansaldo). Le gouvernement créé en 1924 un organisme chargé de liquider, aux frais de l'État, banques et industries en faillite. Le Banco di Roma, le Banco di Napoli (it), le Banco di Sicilia, etc., fragilisés par la crise de déflation à partir de fin 1926, sont renfloués par l'État. Lorsque la crise économique mondiale atteint l'Italie, en 1931, l'État se porte aux secours des banques d'affaires telles que le Banco di Milano, le Credito Italiano et la Banca commerciale. L'État créé ainsi trois instituts autonomes subventionnés par le Trésor, qualifié par Mussolini de « maisons de convalescence » dont l'État « paie les frais de séjour ». La Sofindit (Société pour le financement de l'industrie italienne) est ainsi créée en octobre 1931, avec un capital de cinq cents millions de lires, majoritairement versées par l'État. La Sofindit rachète, avec quatre milliards de lires obtenues grâce à des émissions dans le public garanties par l'État, les actions industrielles détenues par la Banca commerciale et autres établissements défaillants. En novembre 1931, l'État créé l'Institut mobilier italien (Imi), au capital de cinq cents millions de lires fournies par l'État. L'Imi émet pour cinq milliards et demi de lires d'obligations, garanties par l'État et remboursables en dix ans. Ces capitaux sont prêtés à l'industrie privée à long terme. Enfin, l'Institut de reconstruction industrielle (Iri) est créé en janvier 1933. Celui-ci renfloue la Société hydroélectrique piémontaise, dont le passif dépassait six cents millions de lires fin 1933 et dont les titres étaient tombés de deux cent cinquante à vingt lires. Déjà renfloué après la marche sur Rome, le trust Ansaldo est à nouveau reconstitué en septembre 1934, doté d'une autorisation à émettre des obligations avec garantie de l'État. En juin 1937, l'Iri créé la Société financière sidérurgique, au capital de neuf cents millions de lires, avec une participation des trusts Ilva, Terni, Dalmine, etc..
Mais bien que l'État ait pris en charge la majorité des actions de ces entreprises, il se refuse à toute nationalisation. Il baptise la Banca commerciale, le Credito Italiano et le Banco di Roma, dont il est devenu un actionnaire important depuis 1931, « banques de droit public » : leurs actions doivent être nominatives et possédées exclusivement par des citoyens italiens. La Banque d'Italie n'est pas davantage nationalisée, mais proclamée « institut de droit public » : ses actions doivent être nominatives, et possédées seulement par des instituts semi-étatiques ou des « banques de droit public », qui demeurent des établissements privés.

### Fin des années 1920 et années 1930

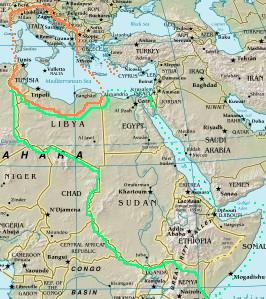
La vision d'un empire mussolinien après la victoire finale de l'Axe — qui comprend la Tunisie, l'Égypte, le Soudan, Djibouti et l'Est du Kenya. Cet empire étendu devait être poursuivi en Italie (limite en orange), et la Grande-Afrique (limites en vert).

Le Grand Conseil du fascisme, à la tête duquel siège Mussolini, et qui comprend le quadrumviri de la marche sur Rome, ainsi que le président du Tribunal spécial, le secrétaire du Parti national fasciste, etc., devient un organe constitutionnel en 1928. Il nomme les ministres, les députés et la direction du parti unique.
Le fascisme italien a une aspiration totalitaire. Il ne veut pas admettre d'opposition organisée et veut contrôler la totalité des activités de la société. Cette aspiration totalitaire trouve sur sa route l'Église catholique, dont le pouvoir est immense en Italie, notamment par son représentant politique le Parti populaire italien qui jouit d'une assise électorale très importante.
Or depuis l'annexion en 1870 des États pontificaux, l'Église est en conflit ouvert avec l'État italien. Bien qu'ancien militant anti-clérical, Mussolini, pragmatique, concède, dès 1925, un certain nombre de compromis à l'Église catholique qui lui permettent de signer, en 1929, les accords du Latran avec le Vatican, opérant la réconciliation du fascisme et du catholicisme, en mettant fin à la « question romaine », restée pendante depuis l'unification de l'Italie. Le catholicisme devient religion d'État.

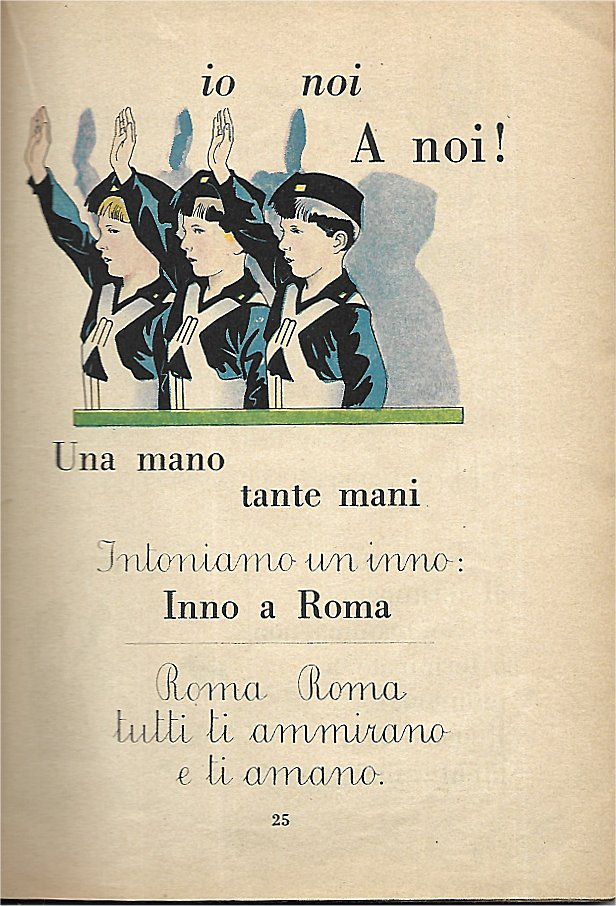
Enseignement à l'école primaire, hymne et salut romains, 1936

En outre, pour renforcer le contrôle du PNF sur la société, un serment spécifique de fidélité au Duce et au fascisme est instauré en 1938, à côté de celui prêté au roi d'Italie, transformant par la suite tout parjure en cas de conscience (laquelle de ces deux allégeances est prioritaire ?).
Rome se rapproche de Paris et de Londres lors de la Conférence de Stresa (avril 1935), durant laquelle Mussolini parlemente avec le ministre français des Affaires étrangères, Pierre Laval, et le Premier ministre britannique, Ramsay MacDonald. Peu de temps après, il engage la guerre d'Éthiopie. L'invasion de l'Éthiopie refroidit les relations entre l'Italie et ces Alliés mais celles-ci restent bonnes. En effet, l'Italie fasciste apparaît alors comme un potentiel allié face à Hitler[réf. souhaitée]. Jusqu'aux lois raciales fascistes de 1938, le fascisme italien n'est pas raciste. Surtout, Mussolini reste fermement opposé à l'Anschluss, annexion de l'Autriche par l'Allemagne, car il craint qu'une Allemagne trop puissante ne prenne une place d'importance dans les Balkans, dont Mussolini veut faire la chasse gardée de l'Italie.
L'aspiration totalitaire du régime s'inscrit aussi dans l'architecture, avec en particulier la construction du quartier EUR (Esposizione Universale di Roma) à Rome, et l'urbanisme avec la fondation de nouvelles villes telles que Latina, Aprilia, Guidonia Montecelio, Sabaudia, Pomezia, etc.

### Seconde Guerre mondiale

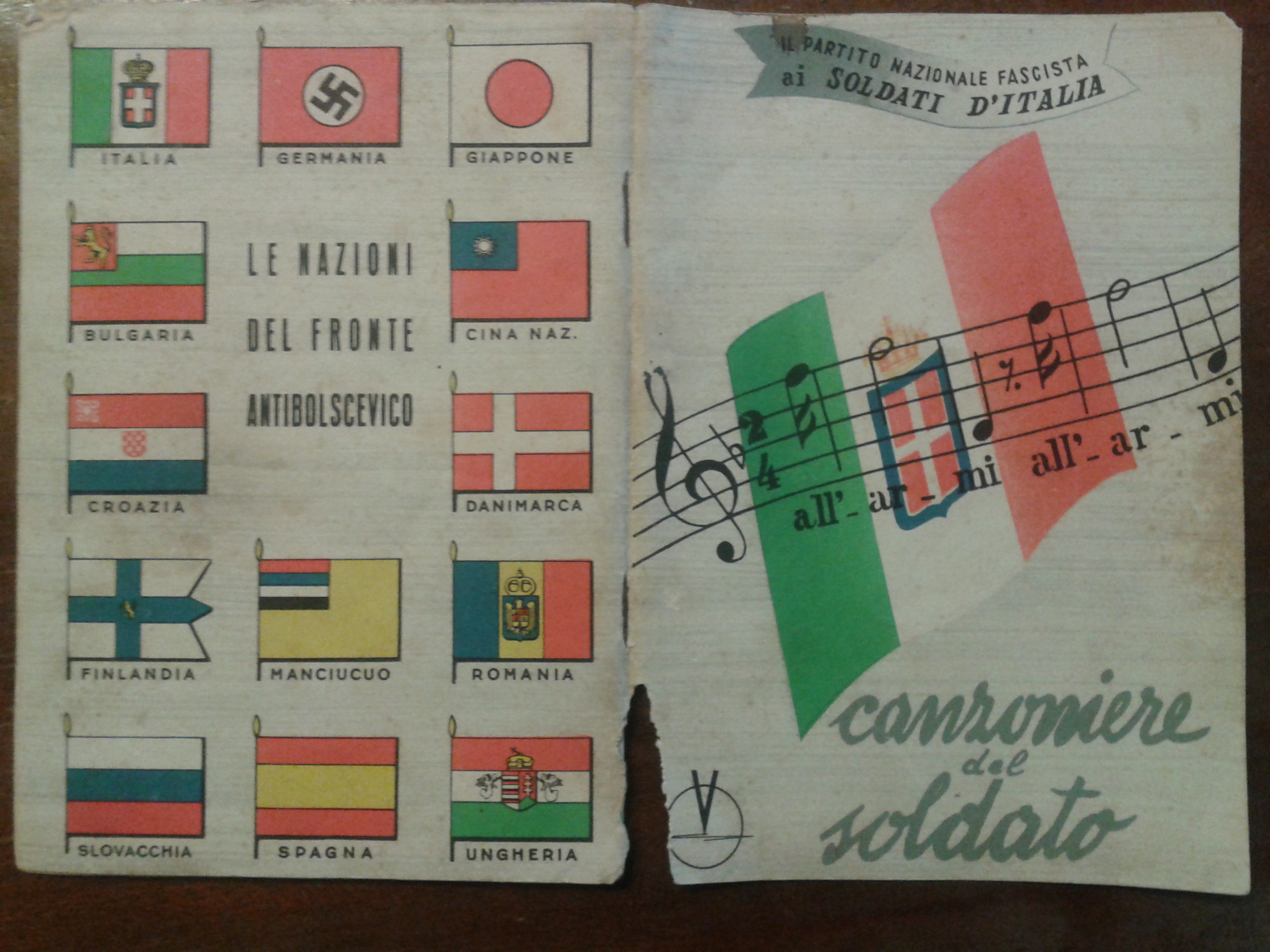
Chanson du soldat à l'époque fasciste, 1942-43

En 1940, l’Italie est l'alliée de l'Allemagne dans la Seconde Guerre mondiale contre la France et le Royaume-Uni, déclarant ensuite en 1941, avec le Japon, la guerre aux États-Unis et à l'Union soviétique. En avril 1939, l'Italie envahit l'Albanie. Elle participe activement les années suivantes aux théâtres d'opérations de la guerre du désert en Afrique du Nord et du front de l'Est en Union Soviétique.
À la suite du débarquement allié en Sicile en 1943, le régime fasciste s'effondre, l'Italie se range aux côtés des Alliés contre l'Allemagne. Les 76 divisions qui occupaient les Balkans déposent les armes. Des drames vont se produire là où les troupes italiennes sont au contact direct des Allemands et refusent de déposer les armes, comme le massacre de Céphalonie (et dans une moindre mesure, aussi à Corfou, et à Kos) en Grèce notamment. Les derniers fascistes créent la République sociale italienne (« république de Salò »), alors que de nombreuses républiques partisanes éphémères se créent.
En 1945, les forces nazies et fascistes sont défaites : l'armée allemande en Italie capitule le 25 avril 1945. Cette date est, depuis, un jour férié en Italie.

### Note
1. ↑  Les fils et filles de la louve de 4 à 8 ans, les balilla et « Petites Italiennes » de 8 à 14 ans, les avanguardisti et « Jeunes Italiennes » de 14 à 18 ans. Enfin à partir de 1930, les « Jeunes Fascistes » et « Jeunes Filles Fascistes » pour les plus de 18 ans.